# دوغ ميلر
دوغ ميلر (بالإنجليزية: Doug Miller)‏ (5 مايو 1969 الولايات المتحدة - ) هو لاعب كرة قدم أمريكي يلعب كمهاجم.